# Candy Color Paradox
Candy Color Paradox (飴色パラドックス Ameiro Paradokkusu) es una serie de manga japonesa escrita por ja. Se serializó en la revista de manga yaoi Dear+ desde el 14 de diciembre de 2010 hasta el 14 de mayo de 2012. Posteriormente, la serie fue renovada y publicada en el número de primavera de 2014 de Chéri+, donde continúa siendo serializada de manera irregular. Se realizó una adaptación televisiva de acción en vivo que se emitió desde el 15 de diciembre de 2022 hasta el 10 de febrero de 2023.

## Trama
Originalmente reportero político, el periodista Satoshi Onoe es transferido de repente a la sección de chismes de celebridades en la revista sensacionalista semanal Dash. Junto con el fotógrafo Motoharu Kaburagi, a quien Onoe considera su rival, se convierte en su compañero en las vigilancias. Onoe y Kaburagi chocan constantemente debido a diversos factores, como el fuerte sentido de justicia de Onoe, los métodos poco éticos y de doble cara de Kaburagi para recopilar información, y la elección de Kaburagi por parte de la exnovia de Onoe. Con el tiempo, Onoe llega a respetar a Kaburagi al comprenderlo mejor, mientras que Kaburagi valora la perspectiva inocente de Onoe sobre el periodismo. Finalmente, ambos se enamoran mientras continúan trabajando juntos.

## Caracteres
Satoshi Onoe (尾上 聡 Onoe Satoshi?)
Interpretado por: Takashi Kondō (drama CD), Yusuke Shirai (OVA); Representado por: Keito Kimura
Onoe es un reportero de Dash! y tiene una personalidad recta. Posee un fuerte sentido de la justicia.

Motoharu Kaburagi (蕪木 元治 Kaburagi Motoharu?)
Interpretado por: Tomoaki Maeno (drama CD), Junta Terashima (OVA); Representado por: Jyutaro Yamanaka
Kaburagi trabaja como fotógrafo en Dash!, y aunque mantiene una compostura fresca, también tiene un lado amable que le permite mostrar consideración por los demás. A diferencia de Onoe, Kaburagi hará cualquier cosa por una primicia y mantiene sus conexiones a través del engaño, el soborno y el sexo para obtener información. Kaburagi admira la perspectiva inocente de Onoe sobre el periodismo y espera que no se vuelva tan desilusionado como él.

## Medios de comunicación

### Manga
Candy Color Paradox está escrito e ilustrado por. La serie se publicó en la revista de manga yaoi Dear+ desde la edición de enero de 2011, lanzada el 14 de diciembre de 2010, hasta la edición de junio de 2012, lanzada el 14 de mayo de 2012. Natsume retomó la serie a partir de la edición de primavera de 2014 de Chéri+, publicada el 30 de abril de 2014, donde continúa siendo serializada de forma irregular. Posteriormente, Shinshokan publicó los capítulos en seis volúmenes encuadernados bajo el sello Dear+ Comics.
El Fanbook de Isaku Natsume, una recopilación que presenta las obras yaoi de Natsume publicadas con Shinshokan, fue lanzado el 30 de noviembre de 2013 e incluía cómics adicionales que consistían en cruces con Dōshiyō mo Nai Keredo y Tight Rope, sus otras obras. En 2015, el lanzamiento del volumen 3 de Candy Color Paradox se incluyó en un evento promocional donde se distribuyeron ediciones de primera edición con un cómic adicional. El primer bono de prensa también incluía un boleto que permitía a los clientes solicitar la compra de una adaptación en CD de drama en audio del último trabajo de Natsume en ese momento, Heart no Kakurega. A finales de octubre de 2015, la obra de arte de Natsume para Candy Color Paradox, así como para Heart no Kakurega, tuvo una exposición destacada en Yurindo Comic Kingdom en la estación de Yokohama.
El 15 de septiembre de 2017, Dear+ anunció que las versiones tankōbon se lanzarán con un nuevo diseño de portada a partir del volumen 4. Las portadas de los volúmenes 1 a 3 también fueron rediseñadas con nuevas ilustraciones tras el anuncio.
El 1 de agosto de 2018, Viz Media anunció que había adquirido la licencia de la serie para su distribución en América del Norte en inglés bajo su sello SuBLime.

### CD dramático
Shinshokan lanzó varios dramas de audio en CD basados en cada volumen de Candy Color Paradox, con las actuaciones de Takashi Kondō como Onoe y Tomoaki Maeno como Kaburagi. El primer CD dramático se lanzó el 30 de julio de 2011. El segundo CD dramático fue lanzado el 28 de noviembre de 2012. El tercer CD dramático fue lanzado el 26 de febrero de 2016.

### ÓVULO
Candy Color Paradox: (Secret) Tape se incluyó como parte de 6 Lovers, un DVD recopilatorio que presenta seis cortometrajes de anime basados en la serie de Dear+, como parte de la celebración del vigésimo aniversario de la revista. 6 Lovers se lanzó el 30 de marzo de 2021. El cortometraje está protagonizado por Yusuke Shirai como Onoe y Junta Terashima como Kaburagi.

### Drama televisivo
El 13 de noviembre de 2022, Flag Pictures anunció la producción de una adaptación dramática televisiva de acción real de Candy Color Paradox con la planificación de 8 episodios. La serie se estrenó el 15 de diciembre de 2022 como la quinta entrada del bloque de programación Drama Shower de MBS, con emisiones adicionales en TV Kanagawa gogoanime, Gunma TV, Tochigi TV, TV Saitama y Chiba TV. La serie también está disponible en Viki y GagaOOLala para distribución en inglés.
La adaptación dramática está protagonizada por miembros de Fantastics del grupo Exile Tribe, con un miembro interpretando a Onoe y otro como Kaburagi. El elenco secundario incluye a Atsuki Kashio, Sae Miyazawa, Kenta Izuka, Rinne Yoshida y Tomohiro Ichikawa. El tema de apertura es "Go Sign" de Billy Laurent, mientras que el tema de cierre es "Finder" de Claquepot. A medida que la serie se transmitía, se subían semanalmente imágenes exclusivas detrás de escena en el canal de Niconico de Tunku (el sello de Kadokawa para dramas yaoi de acción en vivo).
Isaku Natsume participó en el proceso de redacción del guion y afirmó que el equipo de redacción incorporó sus opiniones durante las revisiones. Kimura y Yamanaka se conocieron después de aparecer juntos como estrellas invitadas en la adaptación dramática televisiva de acción real de Yakuza Lover. Candy Color Paradox no solo marca la primera vez que trabajan juntos como protagonistas, sino también la primera vez que ambos asumen roles principales. El director instruyó a Kimura que actuara como si estuviera teniendo una conversación normal, lo que resultó en una interpretación realista del personaje Onoe. Además, Kimura improvisó una escena no especificada a través de gestos durante el rodaje.

## Recepción
En diciembre de 2022, se vendieron en Japón más de 1,3 millones de copias físicas de Candy Color Paradox. Medios de comunicación como Da Vinci y Right Stuf elogiaron la serie, afirmando que muestra el atractivo de tener una pareja en conflicto y, al mismo tiempo, demuestra que pueden llegar a entenderse y enamorarse gracias a ello. En 2016, Candy Color Paradox ocupó el noveno lugar en una lista de títulos yaoi recomendados, basada en una encuesta realizada a empleados de librerías en todo Japón. Rebecca Silverman de Anime News Network elogió la historia y el arte, pero también señaló que los lectores pueden encontrar la trama apresurada a veces y a Onoe irritante.